# 1727
Het jaar 1727 is het 27e jaar in de 18e eeuw volgens de christelijke jaartelling.

## Gebeurtenissen
juni
- De Nawab van Bengalen, Murshid Quli Khan, benoemt op zijn sterfbed zijn kleinzoon Safaraz Khan tot opvolger.

augustus
- Shujauddin Muhammad Khan, schoonzoon van de overleden Nawab van Bengalen, dwingt Safaraz Khan (zijn zoon) de troon op te geven en installeert zich in Murshidabad als de nieuwe nawab. De machtsovername in Bengalen heeft de steun van Mogolkeizer Muhammad Shah in Delhi.

oktober
- 11 - George II van Groot-Brittannië wordt gekroond in Westminster Abbey.

zonder datum
- Op IJsland komt de vulkaan Hvannadalshnúkur tot uitbarsting.
- Koning Agaja van Dahomey verovert de havenstad Ouidah en maakt er een slavenstation van.

## Muziek
- Johann Sebastian Bach componeert de Matthäus-Passion
- Eerste publicatie van Vivaldi's vioolconcerten Opus 9 La Cetra
- Georg Philipp Telemann componeert de opera's Buffonet und Alga, Calypso en Die Amours der Vespetta

## Bouwkunst

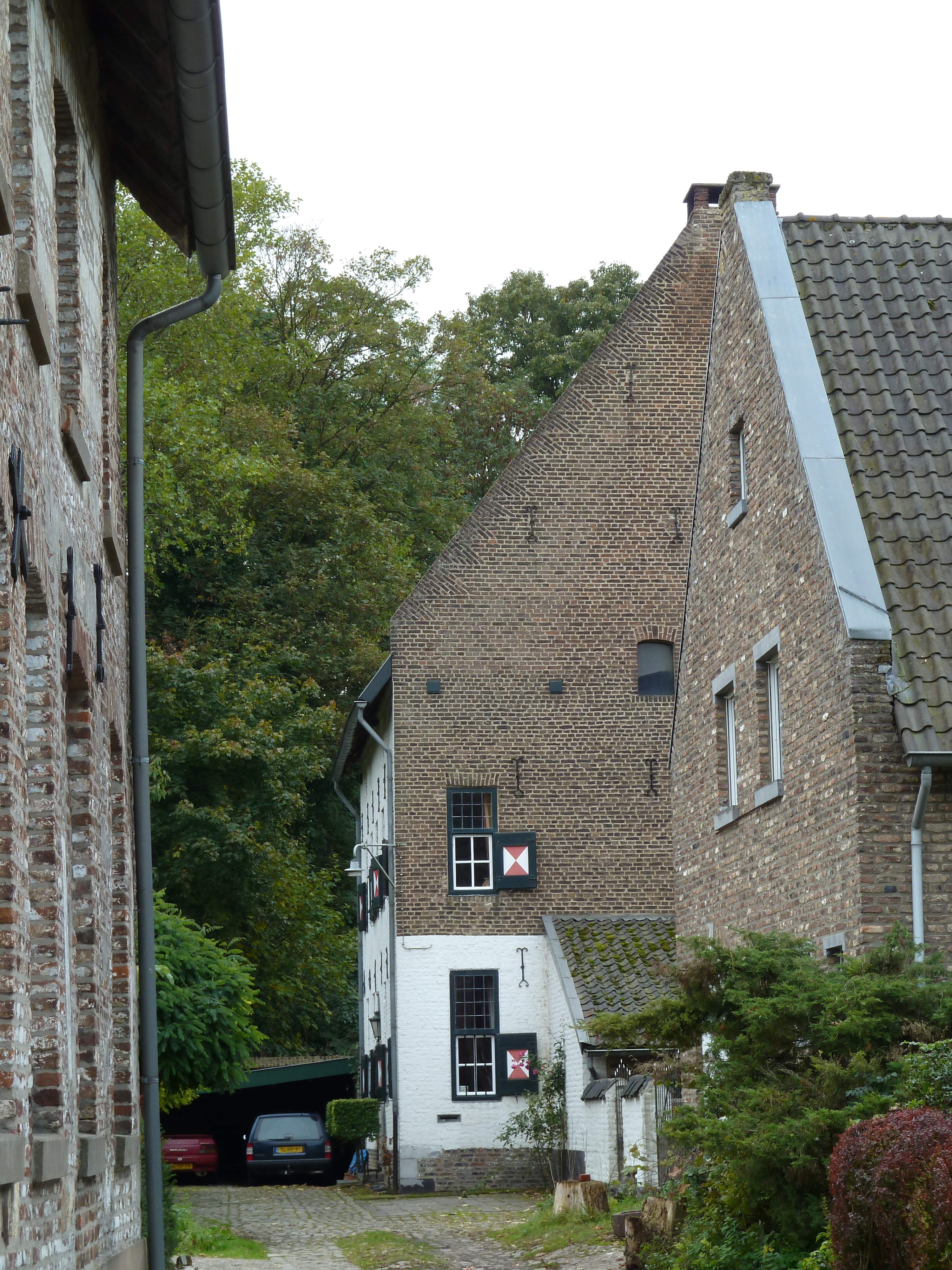
Woonhuis, Eijsden (1727)

## Geboren
datum onbekend
Ike Gyokuran, Japans kunstschilder (overleden 1784)
februari
- 8 - Jean-André Deluc, Zwitsers geoloog en instrumentmaker (overleden 1817)

maart
- 14 gedoopt - Johann Gottlieb Goldberg, Duits klavecimbelvirtuoos en organist (overleden 1756)
- 19 - Ferdinand Berthoud, Frans maker van horloges en marine-uurwerken (overleden 1807)
- 30 - Tommaso Traetta, Italiaans componist (overleden 1779)

april
- 7 - Michel Adanson, Frans natuuronderzoeker en botanicus (overleden 1806)

december
- 26 - Petrus Bondam, Nederlands historicus en jurist (overleden 1800)

## Overleden
maart
- 28 - Jean-Baptiste Buterne (~77), Frans componist, organist en klavecinist
- 31 - Isaac Newton (84), Brits natuurkundige, filosoof, wiskundige en alchemist

mei
- 17 - Katharina I van Rusland (43)

juni
- 10 - George I (67), koning van Groot-Brittannië en Ierland

onbekende datum
- Hermanus Angelkot jr. (39), Nederlands apotheker en schrijver